# Polyura lemoulti
Polyura lemoulti är en fjärilsart som beskrevs av James John Joicey och Talbot 1916. Polyura lemoulti ingår i släktet Polyura och familjen praktfjärilar. Inga underarter finns listade i Catalogue of Life.